# John Barton (théologien)
John Barton (né le 17 juin 1948) est un prêtre anglican et bibliste britannique. De 1991 à 2014, il est professeur Oriel et Laing d'interprétation de l'Écriture Sainte à l'Université d'Oxford et Fellow de l'Oriel College. En plus de sa carrière universitaire, il est prêtre ordonné et en service dans l’Église d’Angleterre depuis 1973.

## Jeunesse et éducation
John Barton est né le 17 juin 1948 à Londres, en Angleterre. Il fait ses études à la Latymer Upper School, une école privée à Hammersmith, à Londres. Il étudie la théologie au Keble College d'Oxford, où il obtient un baccalauréat ès arts (BA) en 1969 : comme le veut la tradition, son BA est promu au rang de maîtrise ès arts (MA Oxon) en 1973 .
Il part au Merton College d'Oxford pour entreprendre des recherches de troisième cycle et obtient son doctorat (DPhil) en 1974. Sa thèse s'intitule The Relation of God to Ethics in the Eighth Century Prophets. Il obtient un doctorat en lettres (DLitt), un Doctorat, de l'Université d'Oxford en 1988.

## Carrière
Barton est chercheur junior au Merton College d'Oxford entre 1973 et 1974. En 1974, il est élu Fellow du St Cross College d'Oxford et nommé maître de conférences en théologie (Ancien Testament) à l'Université d'Oxford. Il est promu lecteur en études bibliques en 1989. En 1991, il est nommé professeur Oriel et Laing d'interprétation de l'Écriture Sainte et élu membre de l'Oriel College d'Oxford. De 2010 à 2013, il bénéficie d'une bourse de recherche Leverhulme Major pour travailler sur un projet intitulé Éthique dans l'ancien Israël. Il démissionne de son poste de professeur Oriel et Laing en 2014 et est nommé membre émérite de l'Oriel College,. Depuis 2014, il est chercheur principal à Campion Hall, Oxford, une résidence privée permanente de l'Université d'Oxford gérée par les jésuites,.
Il est délégué d’Oxford University Press depuis 2005. De 2004 à 2010, il est co-éditeur du Journal of Theological Studies et est l'un des deux éditeurs anglophones de la série de monographies allemandes Beihefte zur Zeitschrift für die alttestamentliche Wissenschaft, publiée à Berlin.

## Ministère ordonné
En 1973, Barton est ordonné diacre et prêtre dans l'Église d'Angleterre. Se concentrant sur sa carrière universitaire, il n'occupe pas de poste ecclésiastique jusqu'en 1979, date à laquelle il est nommé aumônier du St Cross College d'Oxford. Il conserve ce ministère jusqu'à ce qu'il quitte le St Cross College pour l'Oriel College d'Oxford en 1991. En plus de sa nomination comme professeur, il est Chanoine de la cathédrale de Winchester entre 1991 et 2003. Il participe aux services et autres activités de la paroisse d'Abingdon, dans laquelle il réside,.
De 2000 à 2005 et de 2009 à 2010, il siège au Synode général de l'Église, représentant le clergé de l'Université d'Oxford. Il siège au conseil d'administration du Ripon College Cuddesdon, et est élu président de l'Église moderne en 2011. En 2013, Barton démissionne de son poste en raison de problèmes de santé mais il continue de siéger au comité de rédaction du périodique Modern Church.
Les recherches de Barton portent sur les prophètes de l'Ancien Testament, le canon biblique, l'interprétation biblique, la théologie de l'Ancien Testament, ainsi que l'éthique biblique.

## Honneurs
En 2007, Barton est élu membre de la British Academy (FBA), l'académie nationale des sciences humaines et sociales du Royaume-Uni. Il est également membre correspondant de l'Académie norvégienne des sciences et des lettres,,.
En 1998, Barton reçoit un doctorat honorifique en théologie (Dr. theol.) de l'Université de Bonn.
A History of the Bible: The Book and Its Faiths est présélectionné pour le prix d'histoire Wolfson 2020 et remporte le prix Duff Cooper 2019. Il est adapté pour la radio et diffusé sur BBC Radio 4 en décembre 2020.

## Œuvres
1. (en) Amos's Oracles against the Nations, vol. 6, Cambridge, Cambridge University Press, coll. « Society for Old Testament Study monograph series », 1980 (ISBN 9780521225014, OCLC 5241529)
2. (en) Reading the Old Testament: Method in Biblical Study, London & Philadelphia, PA, Darton, Longman & Todd & Westminster Press, 1984 (ISBN 9780664245559, OCLC 10507716)
3. (en) Oracles of God: Perceptions of Ancient Prophecy in Israel after the Exile, London, Darton, Longman & Todd, 1986 (ISBN 9780232516661, OCLC 16922767)
4. (en) Love Unknown: Meditations on the Death and Resurrection of Jesus, London, SPCK, 1989 (ISBN 9780281044405, OCLC 869153450)
5. (en) People of the Book? The Authority of the Bible in Christianity, Philadelphia, PA, Westminster John Knox Press, coll. « Bampton lecture, 1988 », 1988 (ISBN 9780664250669, OCLC 18739764)
6. (en) What is the Bible?, London, SPCK, 1991 (ISBN 9780281045280, OCLC 927643761)
7. (en) Isaiah 1-39, Sheffield, UK, Sheffield Academic Press, coll. « Old Testament Guides », 1995 (ISBN 9781850755418, OCLC 463409488)
8. (en) The Spirit and the Letter: Studies in the Biblical Canon, London, SPCK, 1997 (ISBN 9780281050116, OCLC 475988728)
9. (en) Making the Christian Bible, London, Darton, Longman & Todd, 1997 (ISBN 9780232517873, OCLC 38040897) - American edition How the Bible came to be
10. (en) Ethics and the Old Testament, London, SCM Press, 1998 (ISBN 9780334027188, OCLC 925328303)
11. (en) Joel and Obadiah: A Commentary, Louisville, KY, Westminster John Knox, coll. « Old Testament Library », 2001 (ISBN 9780664219666, OCLC 46685175)
12. (en) Understanding Old Testament Ethics, Louisville, KY, Westminster John Knox, 2003 (ISBN 9780664225964, OCLC 491719760)
13. (en) Living Belief: Being Christian, Being Human, London, Continuum, 2005 (ISBN 9780826488510, OCLC 60590135)
14. (en) The Nature of Biblical Criticism, Louisville, KY, Westminster John Knox, 2007 (ISBN 9780664225872, OCLC 1056607006)
15. (en) The Old Testament: Canon, Literature and Theology: Collected Essays of John Barton, Abingdon, Oxon, Routledge, coll. « Society for Old Testament Study monographs », 2007 (ISBN 9780754654513, OCLC 1057586494)
16. (en) The Theology of the Book of Amos, New York & Cambridge, Cambridge University Press, coll. « Old Testament Theology », 2012 (ISBN 9780521855778, OCLC 809074127)
17. (en) Ethics in Ancient Israel, Oxford, Oxford University Press, 2014 (ISBN 9780199660438, OCLC 902755851)
18. (en) A History of the Bible: The Story of the World's Most Influential Book, New York, Viking, 2019 (ISBN 9780525428770, OCLC 1110588094)
19. (en) The Word: On Translations of the Bible, London, Allen Lane, 2022 (ISBN 9780241448816, OCLC 1350405277)